# Silvia Reize
Silvia Reize (* 1. Oktober 1948 in Bern; † 19. Juni 2012 in Basel) war eine Schweizer Schauspielerin.

## Leben

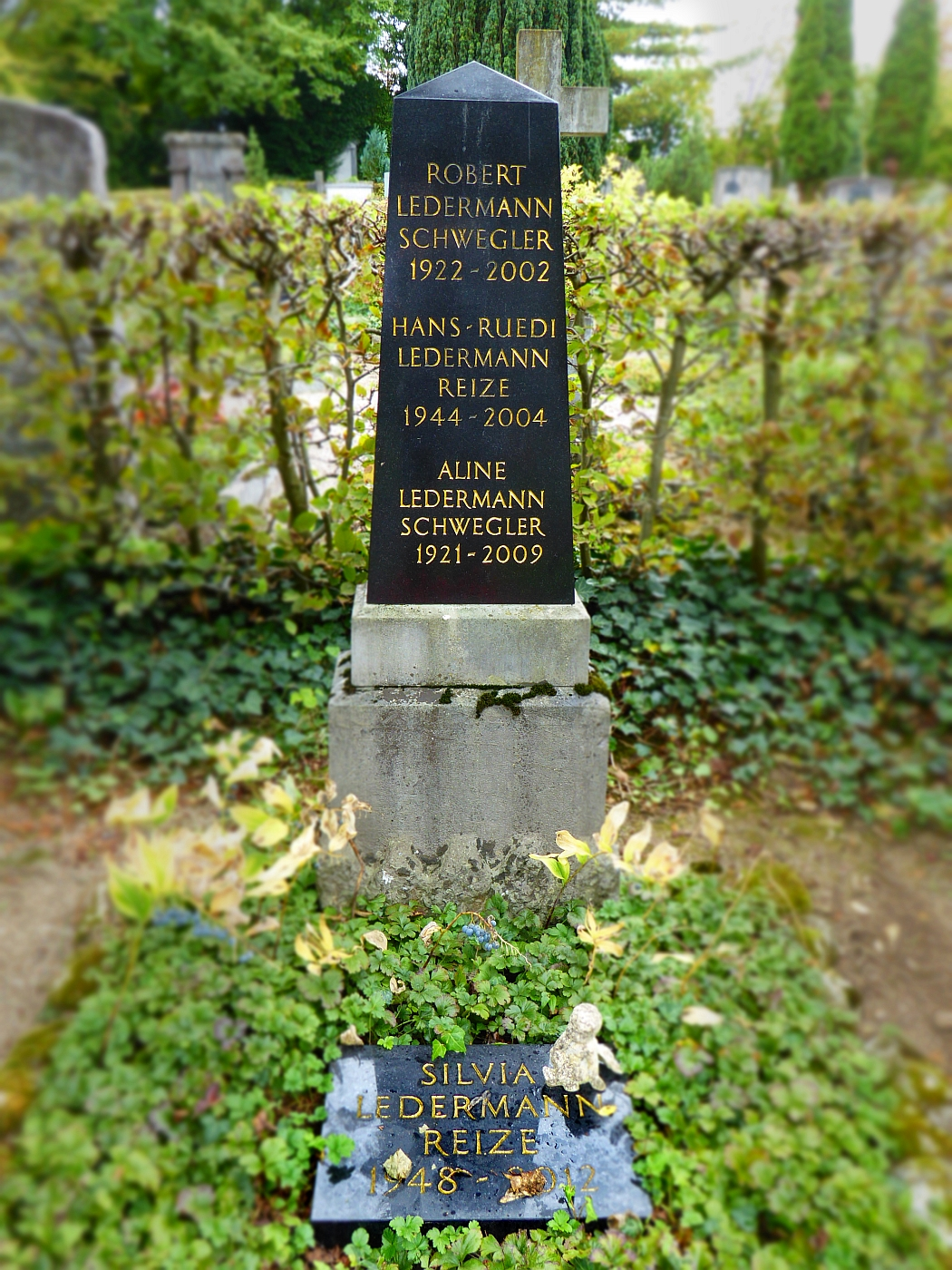
Grab auf dem Wolfgottesacker in Basel

Sie absolvierte nach der Matura die Schauspielakademie Zürich. In Zürich erhielt sie auch ihr erstes Engagement am Theater am Neumarkt. 1971/72 spielte sie am Theater Baden-Baden. Von 1972 bis 1974 gehörte sie zum Ensemble des Stadttheaters Basel. Gastspiele führten sie an die Bühnen der Stadt Bonn, an die Landesbühne Hannover, das Rheinische Landestheater in Neuss, an das Stadttheater Basel, das Stadttheater Konstanz und zu den Burgfestspielen Jagsthausen. Dazu trat sie bei Tourneen auf.
Ihre erste Filmrolle erhielt sie 1972 an der Seite von Hansi Kraus in der zeittypischen Musikkomödie Meine Tochter – deine Tochter. Im Fernsehen war sie erstmals 1974 zu sehen, als sie die Titelfigur der Hedwig-Courths-Mahler-Verfilmung Die Bettelprinzess übernahm. Danach spielte sie in verschiedenen Kino- und Fernsehfilmen, insbesondere in der Krimiserie Ein Fall für zwei. In der Familienserie Die Aubergers gehörte sie als Susanne Auberger zur Stammbesetzung.
Auch ihre Schwester Dorothée Reize ist Schauspielerin. Silvia Reize war mit dem Basler Sportjournalisten und Medienunternehmer Hans-Ruedi Ledermann († 2004) verheiratet und hatte einen Sohn. Silvia Reize verstarb am 19. Juni 2012 aufgrund eines Treppensturzes im Krankenhaus.

## Filmografie (Auswahl)
- 1972: Meine Tochter – deine Tochter
- 1974: Unter Ausschluß der Öffentlichkeit (Fernsehreihe)
- 1974: Die Bettelprinzess (Fernsehfilm)
- 1974: Der Steppenwolf
- 1975: Tatort: Mordgedanken (TV)
- 1975: Stumme Zeugen (TV)
- 1975: Eine ganz gewöhnliche Geschichte (TV-Serie)
- 1975: Der Strick um den Hals (TV-Dreiteiler)
- 1976: Erika (TV)
- 1976: Das Brot des Bäckers
- 1976: Geburtstage (TV-Serie, eine Folge)
- 1976: Hans und Heinz Kirch (TV)
- 1976: Gesellschaftsspiele (TV)
- 1978: Das zweite Erwachen der Christa Klages
- 1978: Sonne, Wein und harte Nüsse (TV-Serie, Folge «Die Sache mit der Morgenzeitung»)
- 1979: Götz von Berlichingen mit der eisernen Hand
- 1979: St. Pauli-Landungsbrücken (TV-Serie)
- 1980: Die Jahre vergehen (TV)
- 1982: Die Pawlaks – Eine Geschichte aus dem Ruhrgebiet (TV-Serie)
- 1982: Der Alte (TV-Serie, eine Folge)
- 1984: Die schöne Wilhelmine (TV-Serie)
- 1985: Im Innern des Wals
- 1985: Marie Ward – Zwischen Galgen und Glorie
- 1985: Sprit für Spatzen
- 1985: Mord im Spiel
- 1985: Schöne Ferien – Urlaubsgeschichten aus Singapur und Malaysien (TV-Reihe)
- 1987: Die Krimistunde (Fernsehserie, Folge 24, Episode: «Die Sache mit der freundlichen Kellnerin»)
- 1991: Im Dunstkreis
- 1991: Das vergessene Tal (TV)
- 1992: Happy Holiday (TV-Serie)
- 1993: Hecht & Haie (TV-Serie)
- 1994: Ein unvergeßliches Wochenende (TV-Serie, eine Folge)
- 1994: Saubere Aktien (TV)
- 1994–1998: Ein Fall für zwei (TV-Serie, vier Folgen)
- 1995: Inseln unter dem Wind (TV-Serie)
- 1997: Geisterstunde – Fahrstuhl ins Jenseits (TV)
- 1997: First Love – Die große Liebe (TV-Serie)
- 1997–1998: Die Aubergers (TV-Serie, sechs Folgen)